# Ben Testerman
Pour l’article homonyme, voir Testerman.
Ben Testerman, né le 2 février 1962 à Knoxville, est un ancien joueur américain de tennis professionnel.

## Palmarès

### Finale en simple messieurs
| No | Date       | Nom et lieu du tournoi    | Catégorie | Dotation | Surface         | Vainqueur          | Score         |          |
| -- | ---------- | ------------------------- | --------- | -------- | --------------- | ------------------ | ------------- | -------- |
| 1  | 28-02-1983 | Copa Monterrey, Monterrey |           | 75 000 $ | Moquette (int.) | Sammy Giammalva Jr | 6-4, 3-6, 6-3 | Parcours |

### Titre en double messieurs
| No | Date       | Nom et lieu du tournoi         | Catégorie | Dotation | Surface    | Partenaire  | Finalistes                    | Score    |  |
| -- | ---------- | ------------------------------ | --------- | -------- | ---------- | ----------- | ----------------------------- | -------- |  |
| 1  | 30-07-1984 | North American Open Livingston |           | 75 000 $ | Dur (ext.) | Scott Davis | Paul Annacone Glenn Michibata | 6-4, 6-4 |  |

### Finales en double messieurs
| No | Date       | Nom et lieu du tournoi                | Catégorie       | Dotation  | Surface         | Vainqueurs                 | Partenaire   | Score         |  |
| -- | ---------- | ------------------------------------- | --------------- | --------- | --------------- | -------------------------- | ------------ | ------------- |  |
| 1  | 25-02-1985 | WCT-Houston Shootout Houston          |                 | 300 000 $ | Moquette (int.) | Peter Fleming John McEnroe | Hank Pfister | 6-3, 6-2      |  |
| 2  | 12-08-1985 | Society Bank Tennis Classic Cleveland |                 | 80 000 $  | Dur (ext.)      | Leo Palin Olli Rahnasto    | Hank Pfister | 6-3, 6-7, 7-6 |  |
| 3  | 07-10-1985 | GWA Mazda Tennis Classic Brisbane     | GP World Series | 80 000 $  | Moquette (int.) | Marty Davis Brad Drewett   | Bud Schultz  | 6-2, 6-2      |  |

## Autres résultats
- Open d'Australie : demi-finaliste en simple en 1984